# Carpi
Carpi är en ort och kommun i provinsen Modena i regionen Emilia-Romagna i Italien, vid Secchiakanalen. Kommunen hade 71 836 invånare (2018). Staden är biskopssäte.
Carpis ekonomi bygger traditionellt på textilindustri.